# Regele pescar
Regele pescar (în engleză The Drawing of the Dark) este un roman istoric fantastic de Tim Powers publicat în 1979 de Del Rey Books.

## Rezumat
Anul este 1529, iar Brian Duffy, un soldat mercenar irlandez obosit, este angajat la Veneția de misteriosul Aurelianus pentru a merge la Viena și a lucra la paza Hanului Zimmerman, fostă mănăstire și actuală fabrică de bere a celebrei mărci Herzwesten. 
Între timp, armata turcă otomană sub conducerea sultanului Suleiman I a atins cea mai avansată poziție a lor în marșul lor în Europa și este pregătită să înceapă asediul Vienei. Împreună cu armata turcă este și marele vizir Ibrahim, un mag care intenționează să folosească vrăji oribile ca parte a asediului. 
Duffy a locuit în Viena cu ani în urmă și, în timp ce revine, este bântuit de amintirile evenimentelor din trecut și, de asemenea, are viziuni cu creaturi mitice și este pândit de oameni din umbră și monștri demonici. 
La sosirea sa la Viena, Duffy se reîntâlnește cu Epifania Vogel, o fostă iubită, și cu tatăl ei Gustav, care lucrează la un tablou pe care îl numește „Moartea Sfântului Mihail Arhanghelul”. Se pare că pictura nu este niciodată complet terminată, iar bătrânul Vogel adaugă continuu detalii suplimentare operei, făcând-o să devină treptat din ce în ce mai obscură. 
Apoi, Duffy se trezește nu numai înrolat în armata defensivă a orașului, dar și dus de Aurelianus pe cărări mistice de la fabrica de bere surprinzător de veche până la peșterile și mai vechi de sub oraș, în căutarea unei apărări eficiente împotriva armatei care se apropie dar și a unor indicii asupra adevăratei naturi a lui Duffy. 
După cum se dovedește, Aurelianus știe mai multe despre Duffy și despre trecutul său decât știe însuși Duffy, iar telul său adevărat în angajarea lui este de a proteja regele pescar ascuns, liderul spiritual secret al lumii occidentale și de a-l apăra pe el și Occidentul împotriva ofensivei turcești. Iar adevăratul motiv pentru care Viena nu trebuie să cadă în mâinile turcilor este că aici este locul fabricii de bere Herzwesten. Berile sale ușoare și cele bock (bere tare) sunt renumite în toată Europa, dar berea neagră, produsă odată la fiecare șapte sute de ani, are proprietăți supranaturale și nu trebuie lăsată să cadă în mâinile inamicului. 
Între timp, alte persoane sunt atrase la Viena în așteptarea unor evenimente semnificative. Așa-numitele „păsări întunecate”, indivizi sensibili magici din colțuri îndepărtate ale lumii, ajung în oraș sperând să ia o gură din berea neagră Herzwesten, iar un grup mic de vikingi de vârstă mijlocie au navigat pe Dunăre  până la Viena, după ce au simțit că acolo va avea loc profetica bătălie finală Ragnarök. 

## Recepție
SF Site a numit romanul o „bijuterie”. Revista Black Gate a menționat că este „plin de ciudățeniile inventive comune operelor lui Powers” și a lăudat atât caracterizarea, cât și schimbarea bruscă a tonului (de la „tomnatic” la „iernatic pozitiv”) la jumătatea lucrării.
James Nicoll a descris lucrarea ca fiind „un proiect de roman al Powers”, dar a subliniat că acest lucru nu este menit să fie o critică; mai degrabă a vrut să sugereze că „romanele ulterioare ale scriitorului au fost și mai bune”.
Pe blogul Pornokitsch, Amal El-Mohtar  a găsit în mod similar că este o „proto-lucrare a lui Powers”, care conține „semințele viitoarelor scrieri pe care le-a plăcut în mod deosebit”, dar nu i-a plăcut orientalismul excesiv și faptul că nu a arătat punctul de vedere al niciunui personaj non-occidental.

## Mituri folosite și persoane istorice
- Regele Arthur / Sigmund (Brian Duffy)
- Merlin (Aurelius Ambrosius).
- Fisher King - Regele secret al vestului, a cărui sănătate este legată de cea a pământului și trebuie protejată, altfel lumea occidentală va avea de suferit.
- Zeul roman Bacchus
- Charon - luntraș
- Gambrinus - fabricant de bere
- Antoku Ten-no (Împăratul Antoku)
- Fantoma lui Finn Mac Cool
- Doamna Lacului, Morgan le Fay
- John Zápolya (vag bazat pe adevăratul Ioan I Zápolya)
- Morrígan
- Odin, Thor și Heracles (?)